# Amelia Brightman
Amelia Brightman (nascida em 1979), mais conhecida como Violeta (Violet), é uma cantora e compositora inglesa, ela é a irmã mais nova da soprano Sarah Brightman.

## Carreira
Brightman iniciou sua carreira musical sob o pseudônimo de Eve, mas alterou para Violeta (Violet), para evitar a confusão com a rapper americana Eve. Em 1999 ela começou a trabalhar com o pessoal do Nemo Studio, em Hamburgo, Alemanha. No início ela escrevia material para a cantora espanhola Princessa, em seu álbum I Won't Forget You.
Durante seu tempo na Nemo, Violet fez um trabalho solo com o produtor Frank Peterson e contribuiu com muitos outros projetos. Ela compõe e canta, participa de turnês de álbuns de cantos gregorianos, no projeto Gregorian.
Também realizou turnês e escreveu para sua irmã Sarah e com Jade Villalon da banda Sweetbox, que participou no Seetbox Live DVD.
Em setembro de 2008, Brightman escreveu em seu blogue do Myspace que estava fazendo um álbum com novas músicas, e ela pretendia lança-la entre 2008 e 2009, ou mais tarde. Devido a este projeto próprio, ela escreveu que talvez não compareceria nas turnês da Sarah, e já em outubro ele escreveu novamente dizendo que por conflitos (provavelmente de horários) com o gerenciamento da turnê de Gregorian, ela iria ficar de fora, fazendo assim Carolin Fortenbacher entrar em seu lugar.

## Discografia

### Solo
- Amelia Brightman – 2016

### Colaborações
| Álbum                                     | Artista         | Contribuição                  |
| ----------------------------------------- | --------------- | ----------------------------- |
| La Luna                                   | Sarah Brightman | Vozes de fundo                |
| The Harem World Tour: Live From Las Vegas | Sarah Brightman | Compositora/vocais            |
| Diva                                      | Sarah Brightman | Vocais                        |
| Symphony                                  | Sarah Brightman | Vocais                        |
| Symphony: Live in Vienna                  | Sarah Brightman | Vocais e teclado              |
| A Winter Symphony                         | Sarah Brightman | Vocais                        |
| Masters of Chant Chapter II               | Gregorian       | Compositora                   |
| Masters of Chant Chapter III              | Gregorian       | Compositora                   |
| Masters of Chant Chapter IV               | Gregorian       | Escritora/vocais              |
| Gregorian - The Dark Side                 | Gregorian       | Vocais                        |
| Masters of Chant Chapter V                | Gregorian       | Compositora/vocais            |
| Christmas Chants                          | Gregorian       | Vocais                        |
| Masters of Chant Chapter VI               | Gregorian       | Vocais/compositora            |
| Ego:X                                     | Diary Of Dreams | Vocais na faixa 08, "Push Me" |
| I Won't Forget You                        | Princessa       | Compositora                   |